# Quasar 2C361
Quasar 2C361 is het eerste album van Neuronium, de Spaanse band rondom Michel Huygen.
Neuronium was destijds nog een band, maar zou al snel wijzigen in een eenmansband van Huygen. Leden werden aangenomen via een dagbladadvertentie. Het album werd als elpee en muziekcassette uitgegeven door Harvest Records Spanje, gedistribueerd via EMI. Het zou naar eigen zeggen het eerste album zijn met kosmische muziek dat in Spanje gemaakt en uitgegeven is. 
Het album is in november 1977 opgenomen in Barcelona, gefinancierd via een persoonlijke lening, aldus Huygen in 2013. De muziek is verwant aan die van Tangerine Dream (periode Phaedra en Rubycon) en Klaus Schulze in de jaren 70, stijl Berlijnse School voor elektronische muziek. 

## Musici
- Michel Huygen - toetsen, synthesizer (onder meer van Roland Corporation, Korg en Elka stringsynthesizer
- Albert Giménez - gitaar, synthesizer
- Carlos Guirao - synthesizer, fluit, gitaar

## Muziek
| Nr. | Titel                                  | Duur  |
| --- | -------------------------------------- | ----- |
| 1.  | Quasar 2C361 (Giménez, Guirao, Huygen) | 26:32 |

| Nr. | Titel                      | Duur |
| --- | -------------------------- | ---- |
| 1.  | Catalepsia (Huygen)        | 8:34 |
| 2.  | El valle de rimac (Huygen) | 5:15 |
| 3.  | Turo Park (Giménez)        | 4:22 |

De titeltrack neemt geheel kant 1 in beslag en is opgebouwd uit passages met sequences en ambient.

## Heruitgaven
In de jaren 90 zette Huygen het album zelf over naar Cd-r waarbij de cd’s handmatig genummerd werden. Ze kregen toen het stempel Oniria, de naam van zijn label in eigen beheer. In 1998 werd het samen met haar opvolger op cd uitgebracht. 
In 2003 is een beperkte oplage van 100 stuks uitgebracht. Deze cd-versie is digitaal verbeterd door Huygen zelf.
In november 2017 bracht Huygen het album opnieuw zelf uit, nu op elpee.